# Primär hyperparathyreoidism
Primär hyperparatyreos är den vanligaste formen av hyperparatyreos, det vill säga sjukdomar som innebär för höga halter av bisköldkörtelhormoner (förkortat PTH), i blodet. Sjukdomar i paratyreoidea, bisköldkörtlarna, tillhör de endokrina sjukdomarna.
Vid primär hyperparatyreos orsakas den höga utsöndringen av hormonet av sjukdom i själva bisköldkörteln, medan sekundär hyperparatyreos är när ökad PTH-utsöndring uppkommer som kompensation för långvarig låg kalciumhalt. Det finns även tertiär hyperparatyreos. Primär hyperparatyreos (PHPT) är den vanligaste av sjukdomarna, den drabbar oftare kvinnor än män, oftast äldre.

## Primär hyperparatyreos
Den vanligaste orsaken till primär hyperparatyreos är ett eller flera adenom, en typ av godartad tumör, i en eller flera av de 4 bisköldkörtlarna. Hormonutsöndringen ger upphov till kalköverskott i blodet, hyperkalcemi, (vilket definieras som kalciumhalter i blodet på över 2,8 millimol per liter). Detta uppstår dels genom att skelettet bryts ner, och dels ökar upptaget av kalcium i tarmen. Även upptaget i njurens tubuli ökar, vilket leder till att man förlorar mindre kalcium via urinen.

## Symptombild
Det är kalköverskottet som orsakar symptomen. Många som får primär hyperparatyreos får få eller inga symptom och kan gå länge med kalköverskott utan att märka det, medan andra får många symptom. Symptombilden är dock så diffus att många drabbade tror sig ha ålderskrämpor och går lång tid utan att söka hjälp. Diagnos kan ställas enkelt med ett par blodprov, Kalcium och PTH i blodet. På senare tid har forskningen visat att även låga överskottsnivåer av PTH orsakar en ökad sjuklighet i stroke och hjärt- och kärlsjukdomar.
Tillståndet innebär risk för skador på blodkärl och njurar och även osteoporos. Högt blodtryck, anorexi, illamående och förstoppning förekommer, samt stora urinmängder, täta miktioner, sömnrubbningar, muskelkramper och framför allt en oerhörd trötthet. Psykiska symtom som apati, depressionsliknande tillstånd och förvirring är vanligt. Vid långvarig sjukdom kan den drabbade utveckla allvarliga förändringar i skelettet och demensliknande beteende. Njursten och kalkutfällningar i njuren kan uppstå. Vid svår sjukdom kan njuren skadas och kreatininvärdet höjas. Om tillståndet går obehandlat länge med höga PTH-nivåer kan det leda till koma. Förutom att halterna av kalcium och PTH i blodet är förhöjt är halten av fosfat sänkt. En ökad risk för hjärt-kärlsjukdomar och stroke har noterats i samband med hyperparathyreos.

## Behandling
Behandlingen består enbart av operation, kirurgi, där man tar bort den eller de bisköldkörtlar som orsakat kalköverskottet.  
Efter operation återgår PTH-nivåerna till normala värden och symptomen försvinner. Det finns för närvarande ingen läkemedelsbehandling.